# Le Retour (Maupassant)
Pour les articles homonymes, voir Le Retour.
Cet article concerne la nouvelle de Guy de Maupassant. Pour la nouvelle de Joseph Conrad, voir Le Retour.
Le Retour est une nouvelle de Guy de Maupassant, parue en 1884.

## Historique
Le Retour est une nouvelle publiée dans le quotidien Le Gaulois du 28 juillet 1884, puis la même année dans le recueil Yvette.

## Résumé
Ayant attendu son homme, un terre-neuvas, pendant dix ans, la Martin s'est remariée avec Lévesque, un pêcheur du pays. Trois ans après, un vagabond s'assoit dans le fossé, en face de sa porte, et regarde la maison… On découvre à la fin que le vagabond était en fait son ancien mari.

## Éditions
- 1884 - Le Retour, dans Le Gaulois
- 1884 - Le Retour, dans le recueil Yvette chez l'éditeur Victor Havard.
- 1979 - Le Retour, dans Maupassant, Contes et nouvelles, tome II, texte établi et annoté par Louis Forestier, éditions Gallimard, Bibliothèque de la Pléiade.